# Beskydy

Poloha Moravskoslezských Beskyd v Česku

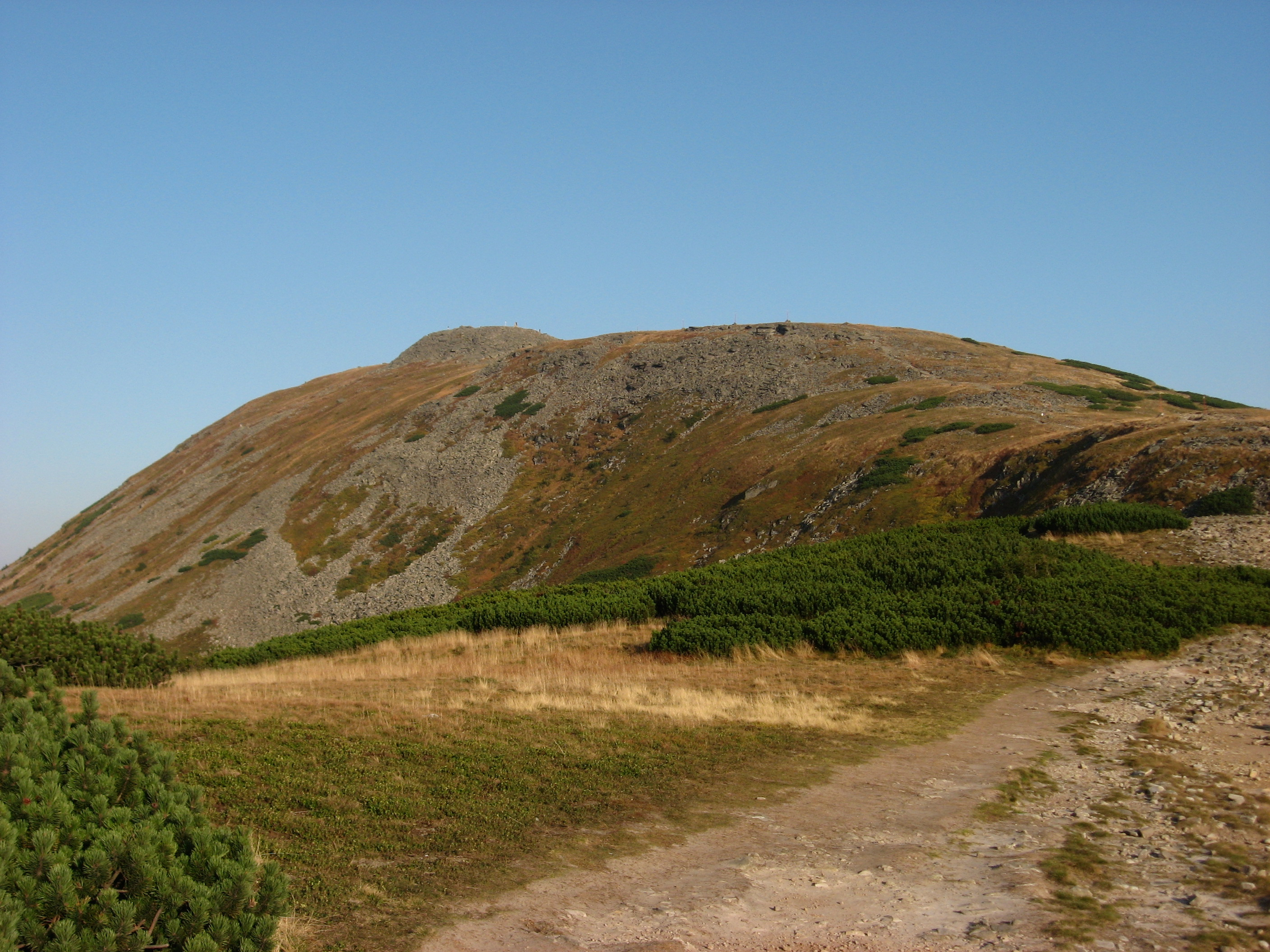
Babia hora v Oravských Beskydech

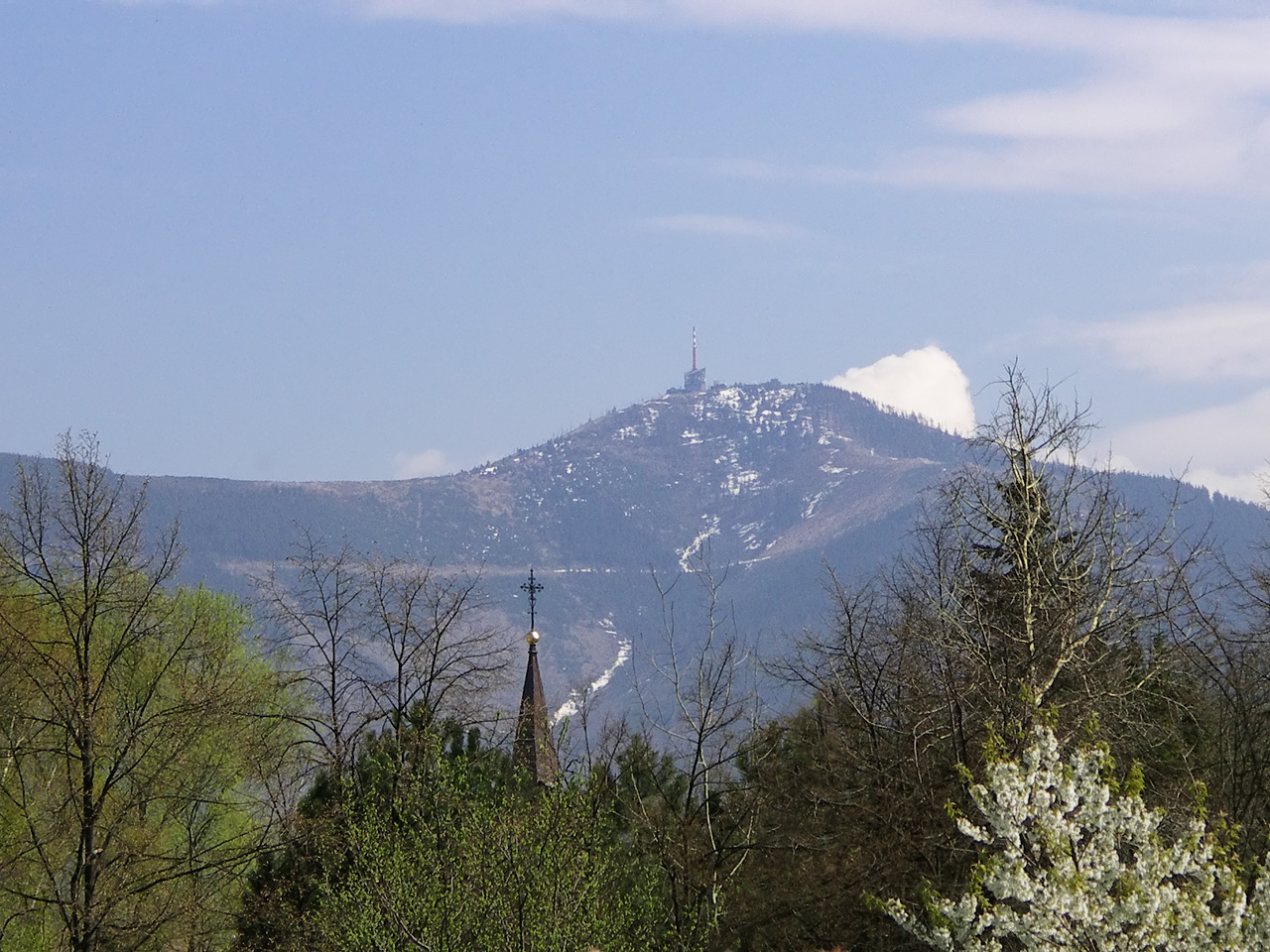
Lysá hora – 1324 m

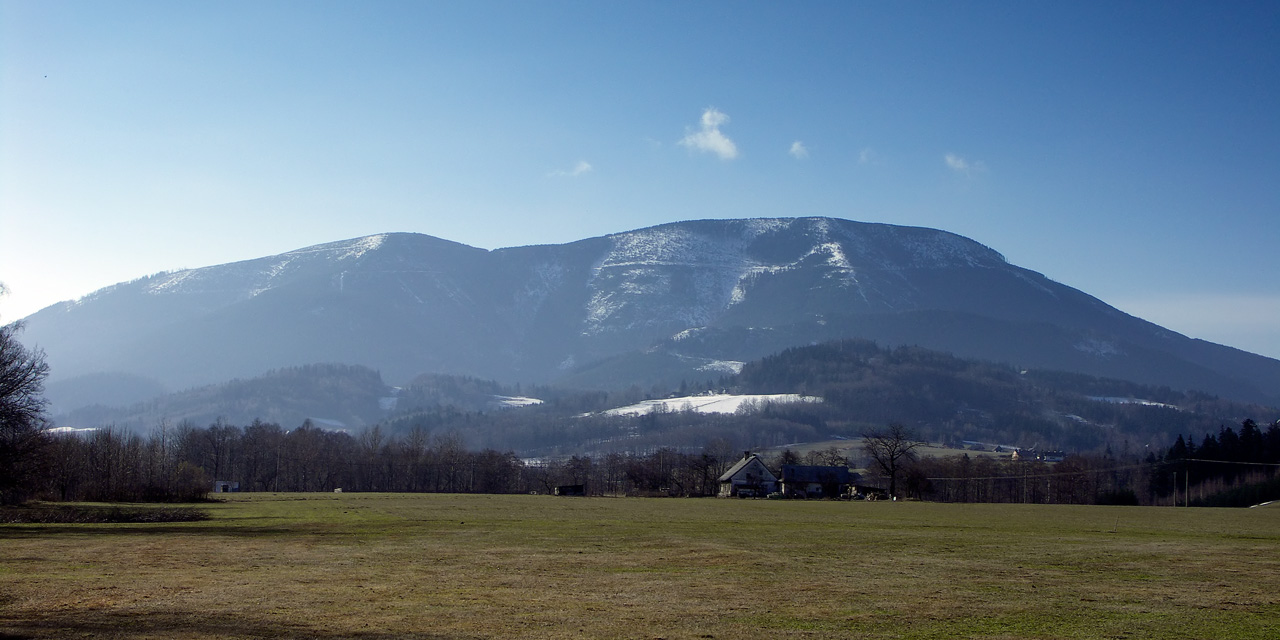
Smrk – 1277 m

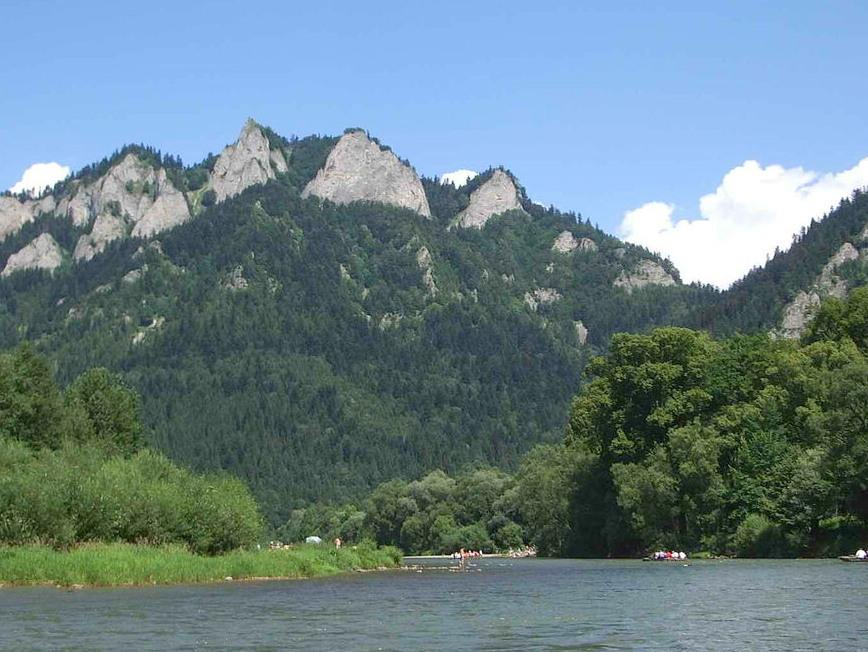
Střední Beskydy: Pieniny, hora Tři koruny, Polsko

Beskydy (polsky Beskidy) je označení pro vnější severní flyšové horské pásmo Karpat. Rozkládá se na území Česka, Polska a Slovenska.
Zalesněné středohory tvoří menší pohoří: Moravskoslezské Beskydy, Slezské Beskydy, Kysucké Beskydy a Oravské Beskydy. V Polsku se rozlišují Západní Beskydy a Východní Beskydy. Nejvyšší horou Beskyd je Babia hora (1725 m n. m.).
Beskydy mají dostatek srážek, pestrou floru a faunu a nachází se zde řada rekreačních lokalit. Součástí moravských Beskyd je od roku 1973 Chráněná krajinná oblast Beskydy.

## Geografie

Mapa členění Beskyd

Obecně mají Beskydy ráz středohor prostoupených řadou brázdovitých a kotlinových sníženin. Typická jsou rovnoběžná horská pásma řazená za sebou a vázaná na výskyt odolnějších hornin. Je zde většinou hladce modelovaný reliéf, jehož morfologie odráží horninové složení flyšového podkladu (souvrství pískovců, slepenců a jílovcovitých břidlic). Na příkrých stráních jsou časté svažné pohyby. Původní lesní porost byl plošně omezen a druhově pozměněn ve prospěch smrčin. Směrem k východu přibývá travnatých ploch nazývaných poloniny. Jejich využíváním se v 15. až 17. století šířila pastevecká kolonizace.

## Osídlení
Členitá beskydská krajina je poměrně hustě zalidněná, nejvíce v Polsku, kde se pole a lidská obydlí nacházejí i ve vysokých polohách. Typická jsou roztroušená obydlí, samoty jsou většinou pojmenovány podle zakládajících nebo dlouho žijících rodin. Větší obydlí jsou soustředěna do kotlin, například Čadca, Żywiec nebo Gorlice. Komunikačně jsou Beskydy obtížný terén, dopravně jsou využívány průsmyky Jablunkovský, Dukelský a Lupkovský.

## Členění

### Česko
Moravskoslezské Beskydy se vypínají nad Frenštátskou brázdou, ohraničeny jsou z jihu brázdou Rožnovskou. Řeka Ostravice člení pohoří na dvě skupiny. Na východě je to masiv Lysé hory, Travného a Ropice. Západně od řeky Ostravice se pásmo odolných hornin (Smrk, Kněhyně a Radhošť) zmenšuje a s ním i celá Radhošťská hornatina. Od ní je Smrk oddělen hlubokým údolím Čeladenky. Jižně od Rožnovské brázdy pokračuje pohoří skupinou Vsetínské vrchy (Vysoká, Vsacká Tanečnice), které charakterizují povlovné svahy a celkově jde o krajinu s mírnými, měkkými tvary. Na západ od toku Vsetínské Bečvy navazují na tuto skupinu Hostýnské vrchy (Kelčský Javorník, Hostýn), spadající celkem prudce k severu.
Významné vrcholy
- Lysá hora (1 324 m)
- Smrk (1 277 m)
- Kněhyně (1 258 m)
- Travný (1 204 m)
- Radhošť (1 129 m)
- Tanečnice (1 084 m)
- Ropice (1 082 m)
- Magurka (1 068 m)
- Javorový (1 032 m)

### Polsko
Rozdělení polských Beskyd:
Beskidy Zachodnie (západní)
- Slezské Beskydy (Skrzyczne,1 257 m)
- Malé Beskydy (Czupel, 933 m)
- Kotlina Żywiecka
- Beskid Żywiecki (Babia hora, 1 725 m)
- Beskid Makowski (Lubomir, 904 m)
- Beskid Wyspowy (Mogielica, 1 170 m)
- Kotlina Rabczańska
- Gorce (Turbacz, 1 310 m)
- Beskid Sądecki (Radziejowa, 1 262 m)

Beskidy Środkowe (centrální, v Polsku zaujímají plochu 2 100 km²)
- Nízké Beskydy – nejvyšší hora Busov (leží na Slovensku, 1002 m), na polském území Lackowa (997 m)

Poloniny (východní)
- Góry Sanocko-Turczańskie
- Bieszczady Zachodnie (Tarnica, 1 346 m)
- Bieszczady Wschodnie (Pikuj, 1 405 m)
- Beskidy Brzeżne
- Beskidy Pokucko-Bukowińskie

## Příroda

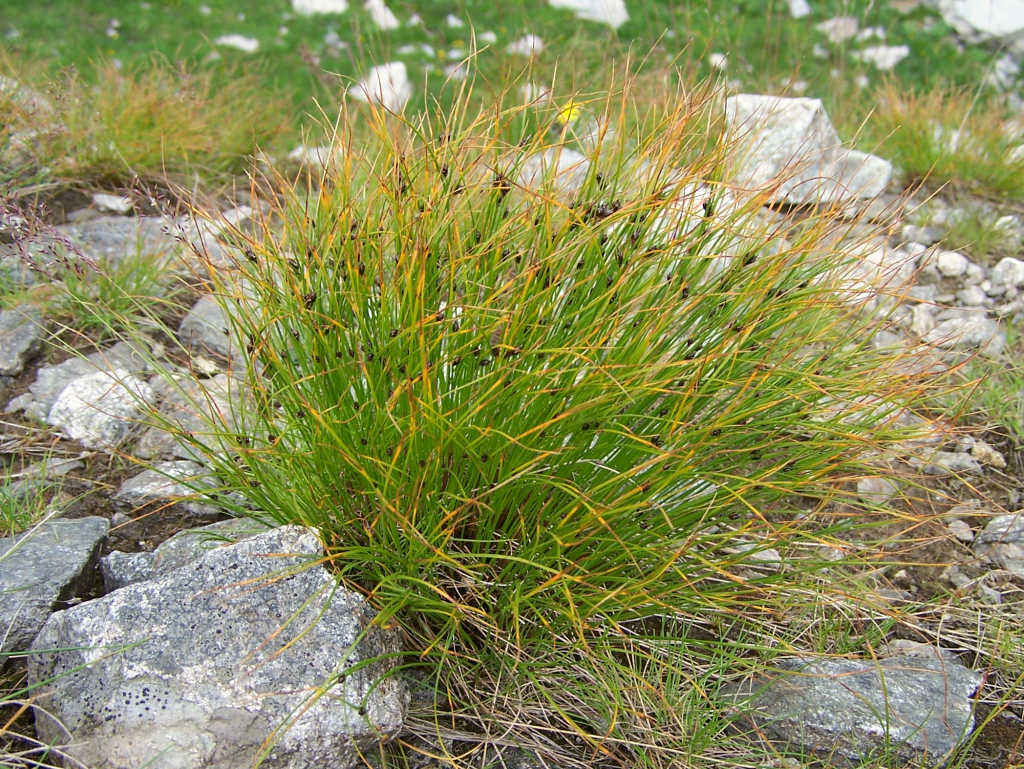
Sítina trojklaná

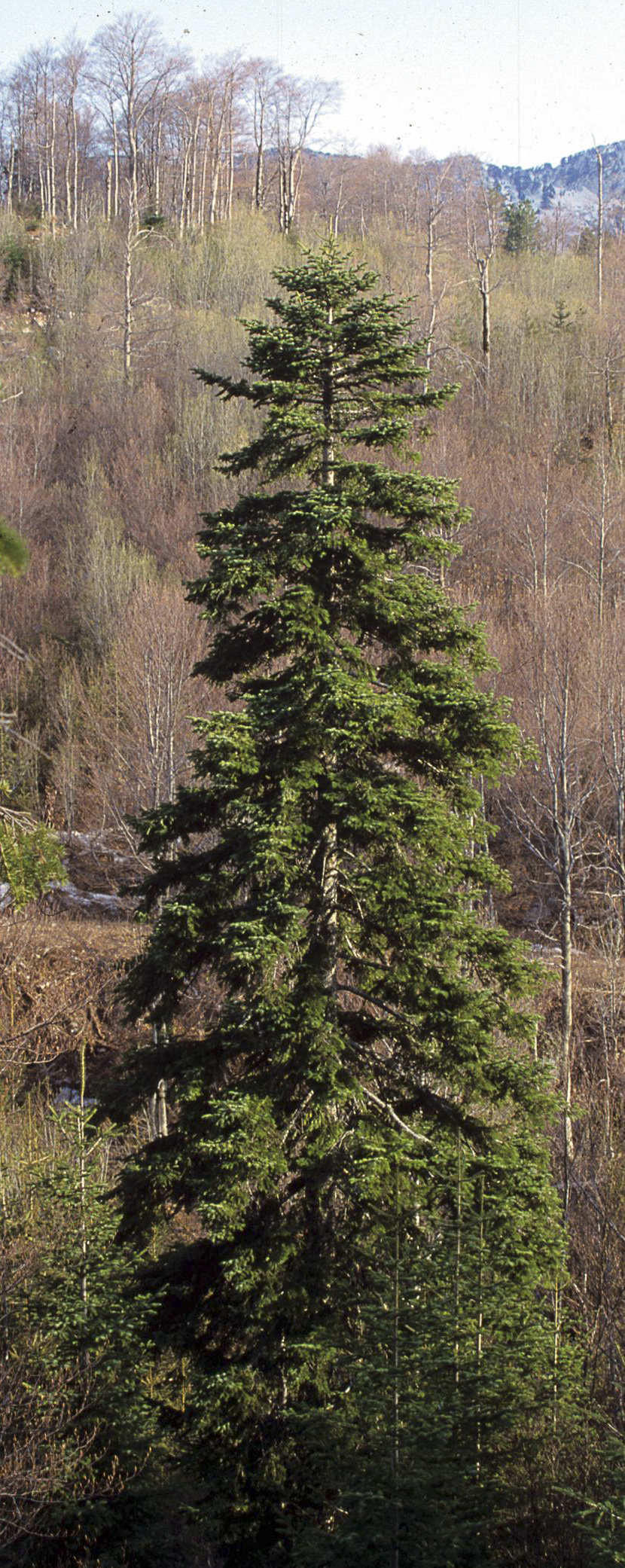
Jedle

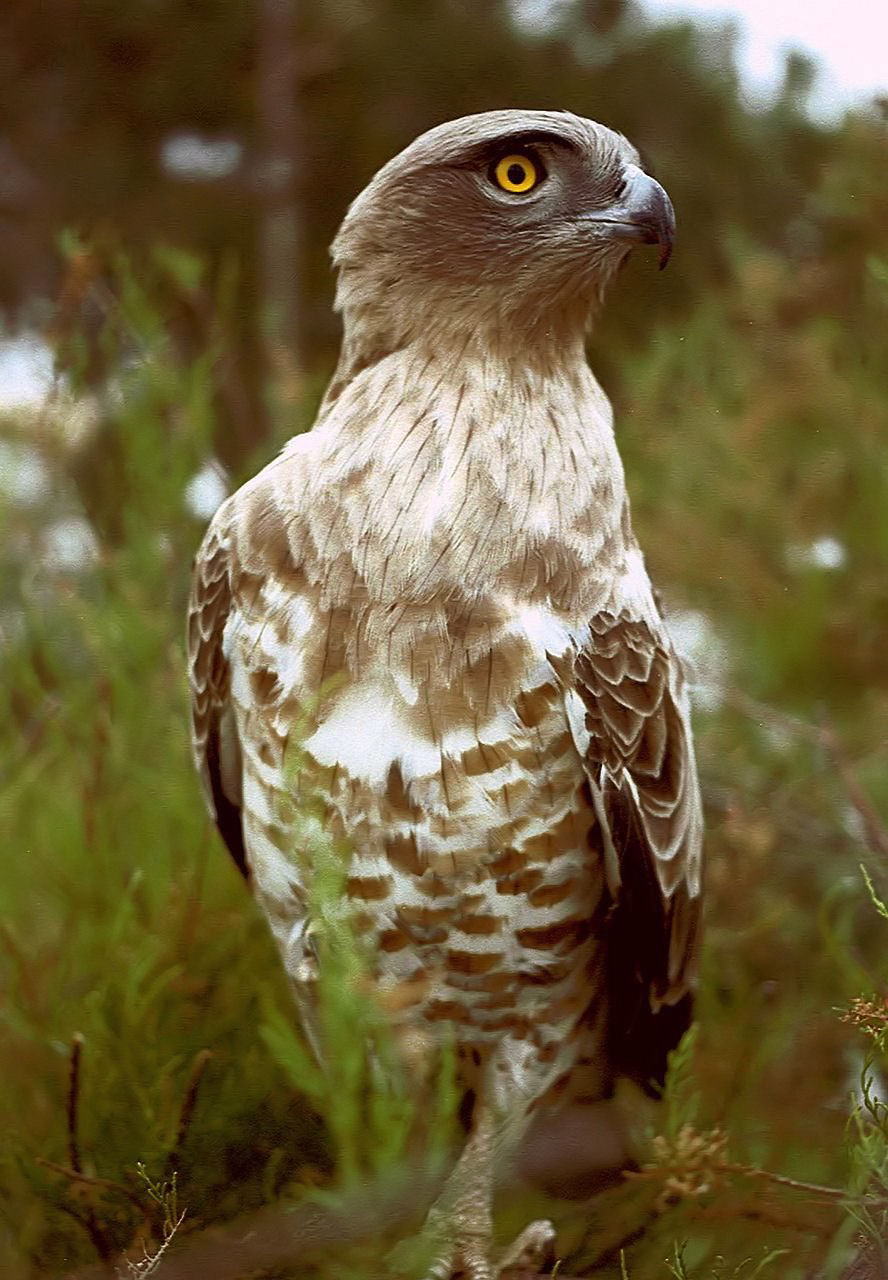
Orlík krátkoprstý

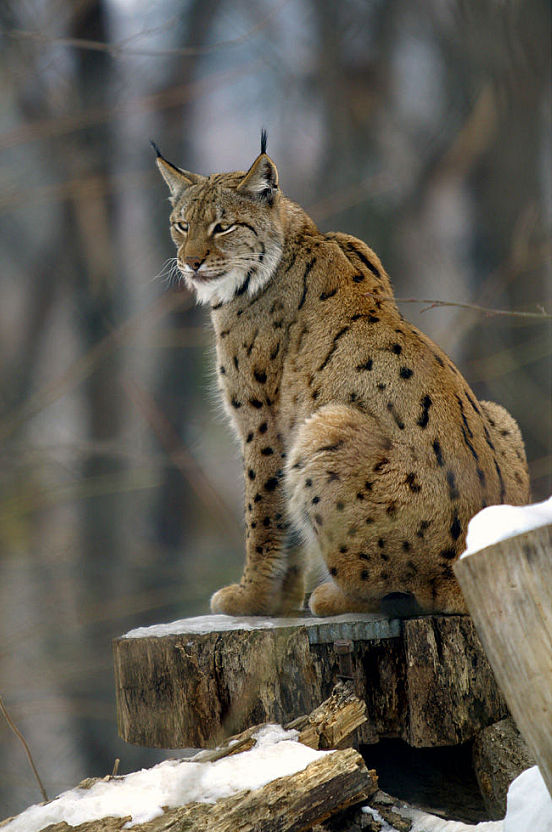
Rys

### Flora
Svahy jsou poměrně strmé, a tak se v údolích horských říček tvoří malé vodopády a peřeje. Blízko Pusteven jsou v rašeliništi dvě malá jezírka. Na vrcholku Lysé hory je přírodní rezervace (kosodřevina, jedlobukové lesy). Na svazích Radhoště jsou dvě přírodní rezervace (jedlobukový prales).

V Beskydech je bohaté zastoupení středoevropské flory a fauny:
- Spodní pásmo lesů
- buk (Fagus sylvatica)
- jedle (Abies alba)
- javor klen (Acer pseudoplatanus)
- karpatský smrk (Picea abies)
- Pásmo subalpinské (v Beskydech 190–1650 m)
- jeřáb obecný (Sorbus aucuparia)
- zakrslý smrk
- Pásmo alpinské (pouze na vrcholu Babia hora nad výškou 1650 m)
- sítina trojklaná (Juncus trifidus)
- kostřava tmavá (Festuca supina)
- kostřava karpatská (Festuca carpatica)
- psineček alpský (Agrostis alpina)

### Fauna
Savci
V Beskydech se vyskytuje typická horská a lesní zvěř, jako například jelen, prase divoké, liška, kuna, jezevec, medvěd, vlk (vyhuben v roce 1914, dnes znovu zaznamenán), rys či kočka divoká.
Ptáci
Z ptáků zde je možno vidět létat: sýkoru, drozda, datla, tetřeva hlušce, orla křiklavého, orlíka krátkoprstého, káně lesní, krkavce, jeřábka lesního a výra velkého.
Obojživelníci a plazi
Z obojživelníků zde žijí: mlok skvrnitý, čolek horský a kuňka žlutobřichá; z plazů zmije obecná, užovka hladká a slepýš.
Ryby
V jezerech, nádržích a vodních tocích žijí druhy ryb: kapr, karas obecný, parma, lipan podhorní, pstruh obecný potoční.
Mimo tyto živočichy zde nalezneme na 3000 druhů hmyzu.

### Ochrana přírody
V Beskydech se nachází mnoho chráněných přírodních rezervací, oblastí a několik národních parků:
- Národní park Babia Góra (Polsko)
- Gorecký národní park (Polsko)
- Magurský národní park (Polsko)
- Pieninský národní park (Polsko)
- Bieszczadský národní park (Polsko)
- Pieninský národní park (Slovensko)
- Národní park Poloniny (Slovensko)
- Užanský národní přírodní park (Ukrajina)

## Podnebí
Velký vliv na klimatické rozdíly má různá nadmořská výška kraje a expozice svahů hor. Od západu k východu přibývá srážek. V Beskydech dosahují průměrné roční srážky kolem 1 400 mm. Sníh se v horských oblastech udrží 4–5 měsíců.

## Vodstvo

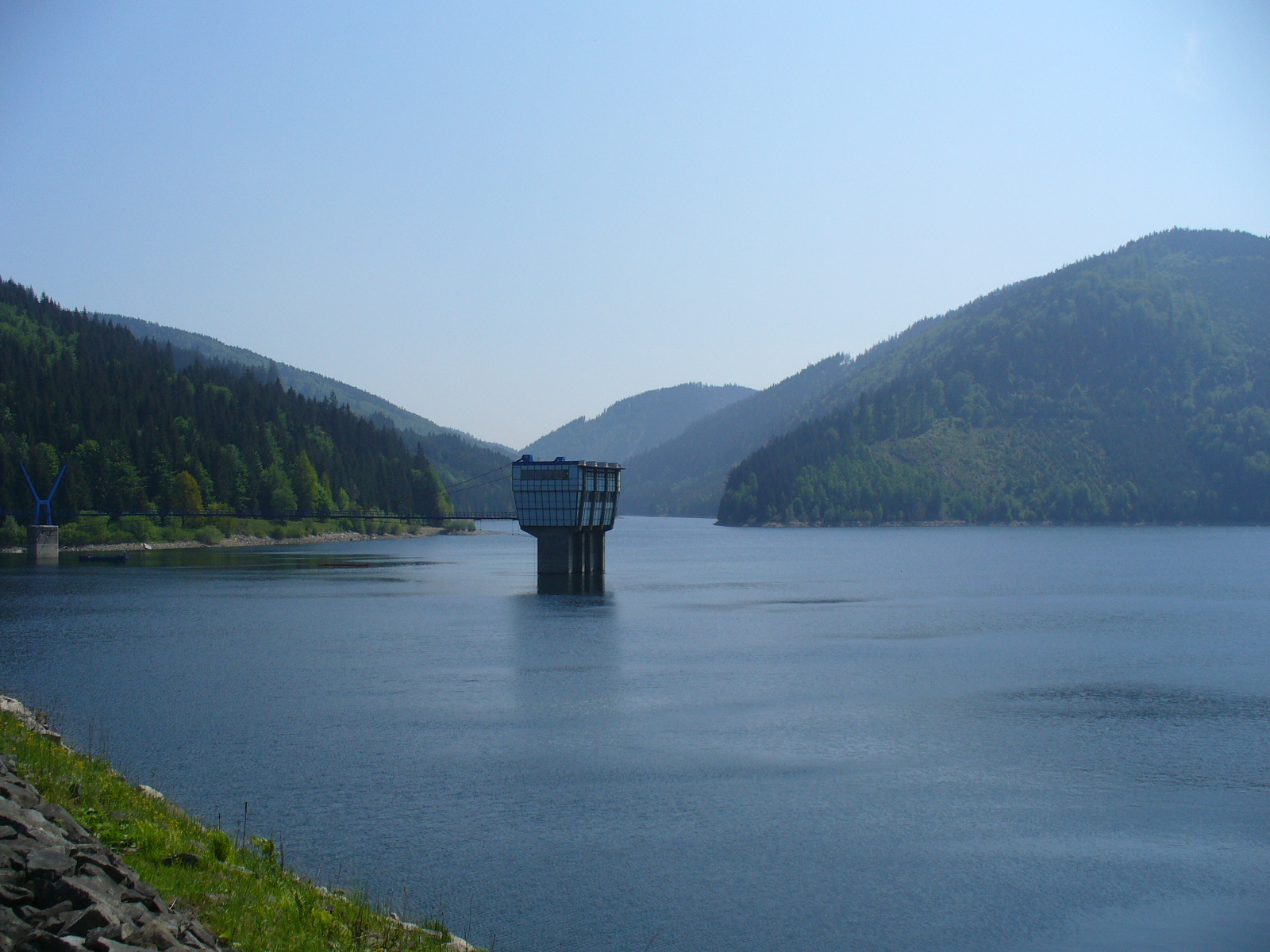
Vodní nádrž Šance

Vzhledem k tomu, že se díky flyšovému složení podloží zde střídají propustné a nepropustné vrstvy, jsou zdejší prameny poměrně chudé na vodu a vodní toky mívají nevyrovnané vodní stavy. Proto také obě Bečvy jsou sjízdné pro vodáky pouze za vysokého stavu vody. Jako nádrž pitné vody slouží obyvatelstvu přehrady: Šance (337 ha), Morávka (80 ha) a přehrada Fryšták (48 ha). K rekreaci a vodním sportům se využívají přehradní nádrže Bystřice a u Horní Bečvy (15 ha). Jako protipovodňová byla vybudována přehradní nádrž u Luhačovic (též k rekreačním účelům). Polskou část Beskyd odvodňuje řeka Soła. Největší vodní plochou polské části Beskyd je Żywiecká přehrada (341 m n. m.; délka 8 km, šířka 2 km, hloubka 20 m). Na Slovensku je významným tokem Beskyd řeka Orava a největší vodní plochou vůbec celých Beskyd je Oravská přehrada (35 km²).

## Turismus

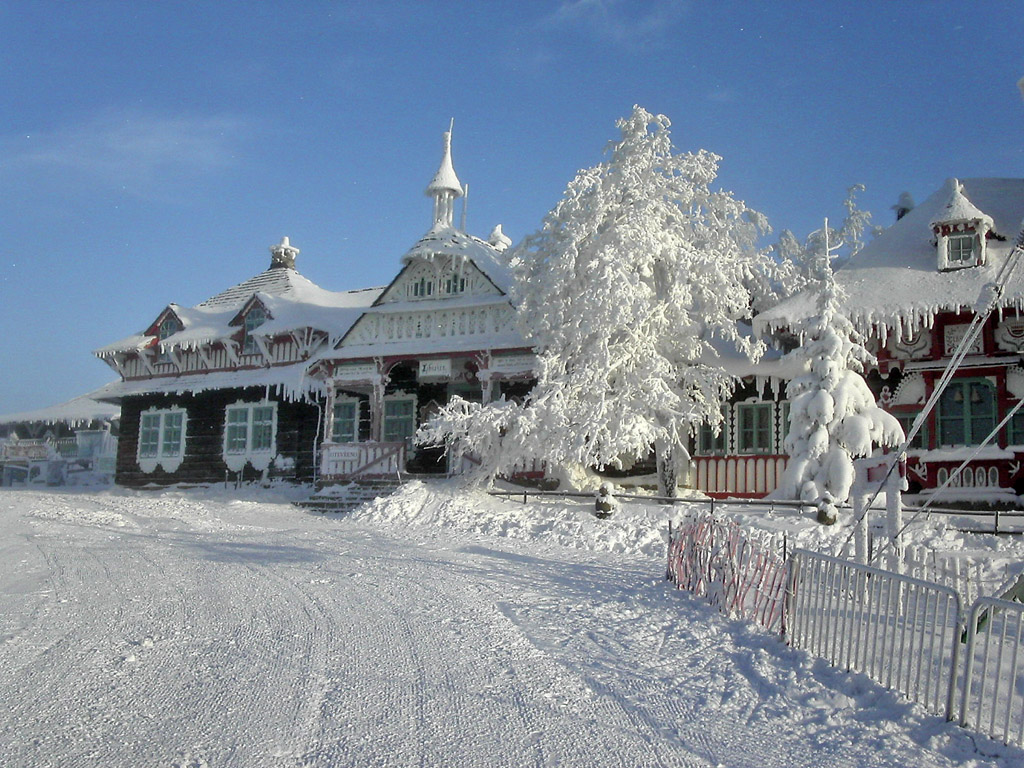
Horská chata Libušín, Pustevny

Turisticky i rekreačně jsou Beskydy atraktivní území. Přírodně nejzachovalejší části Beskyd jsou chráněny sítí rezervací a národních parků, to jsou Babia hora, Gorce, Magura a Bukovské vrchy. Mezi zimní střediska na území České republiky patří Pustevny a Bumbálka. Významná sídla oblasti jsou Rožnov pod Radhoštěm (proslavený především historickým stylovým skanzenem), Frenštát pod Radhoštěm (skokanské můstky), Frýdlant nad Ostravicí, Jablunkov (hraniční přechod). V Polsku potom hlavně město Żywiec.